# Brood
Los Brood (el Nido en España) son una raza ficticia de seres extraterrestres con aspecto parecido a insectos que aparecen en las historietas publicadas por la Marvel Comics, especialmente las relacionadas con los X-Men. Creados por el escritor Chris Claremont y el artista Dave Cockrum, aparecieron por primera vez en Uncanny X-Men vol. 1 #155 (marzo de 1982).

## Concepto y creación
Según Dave Cockrum, los Brood fueron concebidos originalmente para servir como subordinados genéricos del villano principal de The Uncanny X-Men #155: "Teníamos a Ave de Muerte en esta historia en particular y Chris [Claremont] había escrito en la trama 'secuaces alienígenas diversos'. Así que dibujé a Ave de Muerte parada en este edificio en construcción y simplemente dibujé la cosa más horrible que se me ocurrió junto a ella".

## Biología

### Características físicas
Los Brood son una raza alienígena de seres insectoides. Son una raza especializada, que ha evolucionado para reproducirse y consumir cualquier recurso disponible.Son criaturas sádicas que disfrutan del sufrimiento que intencionalmente causan a otros, especialmente el terror que su infección causa a sus anfitriones. Se les ha comparado con "demonios".
A pesar de su parecido con los insectos, los Brood tienen endoesqueletos y exoesqueletos. Además, a diferencia de los insectos, tienen mandíbulas con colmillos en lugar de mandíbulas. Sus cráneos son triangulares y planos, con una marca de nacimiento (como el hacha de batalla que es más común en las crías pero que es diferente para cada cría) entre sus grandes ojos. Sus dos patas delanteras son en realidad largos tentáculos que pueden utilizar para manipular objetos.
Debido a su armadura corporal y dientes naturales, los Brood son muy peligrosos en combate. Además, tienen aguijones que pueden liberar veneno paralizante o mortal.

### Reproducción
Los Brood se reproducen asexualmente y, por lo tanto, no tienen divisiones claras de género. Se reproducen implantando a la fuerza sus huevos en otros organismos sensibles. Cada huésped sólo puede soportar un huevo. Al nacer, el huésped muere cuando el huevo de Brood libera enzimas en el torrente sanguíneo para provocar la mutación. Al mismo tiempo, Broodling comienza a atacar psíquicamente a su anfitrión, tomando el control de su mente, absorbiendo su material genético e incorporando todos sus conocimientos y recuerdos en Brood. Parecen ser capaces incluso de infectar demonios o alguien que esté poseído por un demonio como Ghost Rider.
Usan una mente de colmena para transmitir recuerdos a sus anfitriones, que también transmiten el conocimiento de un individuo, transmitido a una cría, a la colmena y de regreso a la reina, lo que significa que las crías recién nacidas saben lo que sabe cualquier miembro de la raza. Hasta que el embrión adquiera el cuerpo del huésped, el embrión sólo puede obtener el control temporal del huésped, a menudo sin que éste se dé cuenta, ya que no se da cuenta cuando pierde el control.
Si el huésped posee poderes genéticos, la progenie resultante los heredará. La personalidad del anfitrión una vez que "nace" el Brood parece extinguirse, pero en algunos casos, la voluntad del anfitrión puede ser lo suficientemente fuerte como para sobrevivir y coexistir con la del Brood.Sin embargo, se da a entender que los anfitriones con capacidad de curación avanzada no pueden girar, por ejemplo, cuando se implantó un huevo en Deadpool, en lugar de convertirse en una Brood, una pequeña Brood salió del cuerpo de Deadpool.
Los Brood también tienen la capacidad de transformarse en la forma original de su anfitrión y en una forma híbrida con características tanto del anfitrión como del cuerpo de Brood.
Más recientemente, Brood había demostrado la capacidad de utilizar a sus anfitriones como portadores de embarazos en lugar de transformarlos físicamente.

### Civilización
Los Brood tienen una civilización basada en las típicas sociedades comunales de insectos, como las de las abejas y las hormigas. La Emperatriz es la gobernante absoluta, mientras que las Reinas dirigen colonias de cría individuales y los "sleazoids" hacen todo el trabajo; A pesar de su maldad, nunca se rebelan contra sus Reinas, tal vez debido a las habilidades telepáticas de estas últimas. Sin embargo, las Reinas no tienen ninguna lealtad entre sí. Algunas de las funciones han demostrado ser flexibles.
- Emperatriz: La Emperatriz es el nivel superior del sistema de castas Brood y alberga toda la mente colmena de la especie. Ella ejerce un control casi total sobre su progenie, incluida la determinación de qué Brood se convierte en Reina y cuáles siguen siendo Warrior-Prime. Solo hay una Emperatriz Brood a la vez, y ella es enorme. Comparte varias características físicas con su descendencia. Tiene grandes ojos amarillos, piel marrón escamosa y una boca llena de dientes afilados. Sin embargo, posee varios rasgos físicos que la distinguen de todos los demás Brood. Mientras que los Warriors-Prime tienen cráneos bifurcados, Brood Empress tiene dos cuernos escarlatas que sobresalen de la parte superior de su cabeza, con una placa de armadura en su base. También tiene ocho bigotes, aparentemente exclusivos de su fisiología. Púas dentadas sobresalen de cada parte de su cuerpo. Además de ser más grande que su descendencia, también tiene un ovipositor grande a través del cual pone huevos. Se desconocen su tamaño relativo y su grado de movilidad. Sin embargo, posee vastos poderes telepáticos, a través de los cuales comparte un vínculo mental con toda la colmena Brood, aunque no puede controlar completamente las acciones de sus subordinados. Cuando un Brood individual se rebela, ella no puede obligarlos telepáticamente a asimilarse. En estos escenarios, ella destruye a los descendientes renegados con la ayuda de sus asesinos/guardia personal, el Primogénito. La Emperatriz fue una de las víctimas de la Ola de Aniquilación que dejó a los Brood al borde de la extinción[8]y con su muerte una de las Reinas de Brood supervivientes fue seleccionada para ocupar su lugar entre la jerarquía como se ve a una Reina de Brood entre los Consejo Galáctico, donde representa a toda la raza Brood e incluso se conoce con el nombre de Reina de los Brood.[9]

- Primogénitos: Se consideran la prole "pura", son los agentes más confiables de la emperatriz y existen únicamente para atacar y destruir. La Emperatriz los engendra ella misma y los envía a sofocar a las Reinas de Brood rebeldes y otros conflictos que solo requieren luchadores. Debido a que no nacen de anfitriones, no poseen la capacidad de Warrior-Prime para ocultar su apariencia cambiando a sus formas de anfitrión. Por esta razón, no se utilizan para subvertir e infectar, sino simplemente para destruir. El transporte que utilizan para viajar a otros planetas se disuelve al llegar a su destino, pero esto no supone ningún problema, ya que los Primogénitos reciben la orden de ejecutarse ellos mismos al completar sus misiones. Los Primogénitos son más grandes que los Brood Warriors-Prime comunes y son verdes en lugar de marrones. Tienen seis extremidades: dos pares de brazos y un par de piernas. Tienen una cola prensil con punta de lanza, pero a diferencia de sus hermanas Warrior-Prime, no tienen tentáculos. También tienen una armadura duradera con púas en los hombros, yemas de los dedos, colas, codos, antebrazos, rodillas y, lo más destacado, en la coronilla. Son extremadamente duraderos, desproporcionadamente ágiles e inmensamente fuertes. A diferencia de los Warriors-Prime, no tienen alas. Sin embargo, a través de algún otro medio, posiblemente tecnológico, los Primogénitos tienen la capacidad de teletransportarse. Es probable que sus capacidades de teletransportación estén restringidas a distancias relativamente cortas, ya que los Primogénitos viajan distancias interestelares utilizando otros métodos.

- Reinas Brood: las Reinas cumplen el comando mental de la Emperatriz y pueden comunicarse con sus engendros mediante telepatía, incluso a través de distancias interestelares. Sus cabezas y tórax son relativamente del mismo tamaño y tienen la misma cantidad de extremidades que sus crías, pero sus abdómenes son mucho más grandes, presumiblemente porque requieren la capacidad de transportar huevos. La cola de la reina funciona como un aguijón lleno de veneno, no como un ovipositor. Las reinas son capaces de implantar huevos, que pueden ser de la variedad Warrior-Prime o Reina, en huéspedes de Brood Hive. A veces, la Reina también puede poner una variedad de huevos de Rey, pero esto es más raro. Hay dos tipos de Reinas de Brood, las pequeñas Reinas de Brood enanas, son Reinas que debido a su tamaño y fuerza se elevan entre el nivel inferior de los Brood, y las Reinas Brood un poco más grandes que también son conocidas como las Grandes Madres, Madre-Reinas y progenie Imperiatrix. Las Reinas lideran colonias individuales, que generalmente abarcan planetas enteros, también controlan cuáles de sus descendientes se convierten en Guerreros Principales y cuáles se convierten en nuevas Reinas. Por ejemplo, la Gran Madre de Sleazeworld implantó al guerrero Shi'ar Fang un embrión Warrior-Prime, pero implantó al resto de los X-Men embriones de Reina, una discrepancia que sugiere una cierta cantidad de control por parte de la Reina. Más aún cuando la Emperatriz muere, ambos tipos de Reinas pueden tomar el lugar de la Emperatriz, pero para tal hazaña se debe realizar un ritual que consiste en encontrar la pareja perfecta y reproducirse con él para producir los Primogénitos.[8]

- Broodlings: Como nivel inferior del sistema de castas Brood, los Broodlings fueron apodados "sleazoids" por Kitty Pryde, pero también son conocidos como Warriors-Prime o Drones, son los más comunes de los Brood. Ellos hacen todo el trabajo y la mayor parte de los combates, y están organizados en varios roles diferentes, entre ellos armadores, maestros de clan, maestros de caza, cazadores, controladores tecnológicos y eruditos. Se parecen a insectos grandes y pueden variar de tamaño. Generalmente conservan el tamaño de sus huéspedes. Su piel es marrón y está cubierta de escamas acorazadas. Su cuerpo consta de tres secciones: cabeza, tórax y abdomen. Las coronas bifurcadas de sus cabezas se extienden hacia atrás, a lo largo del tórax. Cada Brood tiene una figura negra única en su frente, casi como una marca de nacimiento o una huella digital. Tienen ojos grandes y amarillos a ambos lados de la cabeza, bocas grandes y una hilera de dientes puntiagudos en la parte superior e inferior de la mandíbula. Cada Brood tiene seis extremidades; dos tentáculos que funcionan como antebrazos y dos pares traseros de extremidades articuladas. Sus tentáculos son lo suficientemente diestros como para disparar armas y pilotear barcos. Los Brood Warriors-Prime también tienen alas y vuelan como medio principal de viaje. Su abdomen se estrecha hasta formar un aguijón funcional de dos puntas. El método más común para crear una cría es mediante la infección de un huésped, y así es como nacen todos los Warriors-Prime. La cría pone sus huevos en la parte posterior del cuello de sus víctimas, ya que todo lo que los huevos necesitan para gestarse, incluidos los 31 segmentos nerviosos y el acceso a las arterias carótida y vertebral, descansa en la parte superior de la columna vertebral. Después de que una Reina implanta sus óvulos en un huésped, el huevo se une al sistema nervioso del huésped y reescribe su ADN en el de Brood. Tras la eclosión del huevo, el huésped se transforma en un Brood Warrior-Prime. El Warrior-Prime retiene la memoria genética de su anfitrión, lo que le permite acceder a la personalidad del anfitrión, acceder a cualquiera de las habilidades contenidas en el código genético del anfitrión e incluso volver a su cuerpo anfitrión cuando necesita ocultarse. También puede utilizar una forma de transición entre Brood y el anfitrión, dándole acceso a las mejores habilidades de cada forma.

- Rey Brood: Esta cría masculina única es una rareza e incluso se considera una mutación en la sociedad Brood y se crea cuando se implanta un huevo de rey en su huésped. El primer Rey Brood conocido fue el Gran Almirante Devros de los Kree, quien fue infectado voluntariamente por los Brood. A diferencia de los infectados con huevos de Queen o Drone, el Rey Brood no puede infectar a otros y sólo sufre una ligera transformación (la piel se vuelve escamosa, los ojos se agrandan y la boca se llena de dientes afilados) y mantiene gran parte de su personalidad original.[10]Se supone que, al igual que la Emperatriz, solo hay un Rey de Raza a la vez; Cuando Devros fue asesinado por Mar-Vell, quien a su vez había sido infectado por la Reina, Mar-Vell se proclamó brevemente el nuevo "Rey de la Prole", pero el huevo fue destruido antes de que pudiera reclamarlo por completo.[11]Más tarde se dio a entender que el huevo tipo Rey es en realidad una respuesta natural de la Brood a los experimentos realizados hace 8000 años por los Jueces Negros, un ala científica secreta de los Acusadores Kree. Al comprender la naturaleza volátil de los Brood, les implantaron a la fuerza un elemento patriarcal a través de un dispositivo de ingeniería genética que, cuando está activo, puede alterar el matriarcado de la especie, tomar control de ellos y usarlos como armas para alterar las civilizaciones avanzadas rivales.[12]El dispositivo es un artefacto con forma de huevo el cual siempre debe estar protegido por un escudo de contención y bajo ninguna circunstancia se debe retirar el dispositivo de él, porque en su interior reside el potencial de que quien controle el objeto se convierta en el miembro dominante de la especie, dándole ellos controlan las legiones de Brood que existen en el universo. Esto lleva a cada Reina Brood a enviar sus enjambres en su persecución, para evitar cualquier pérdida de su poder en la mente colmena de Brood.[13]El dispositivo finalmente fue abierto y devorado por Broo, un joven drone Brood mutante que desarrolló inteligencia y pensamiento independiente. Luego, las propiedades del huevo se transfirieron a Broo, dándole autoridad inherente sobre cada colmena Brood existente, al menos durante los siguientes 5 a 10 ciclos de Kree antes de que los efectos desaparezcan.[12]

## Tecnología
Los Brood, como la mayoría de las especies alienígenas, poseen tecnología avanzada, sin embargo debido a su naturaleza se desconoce si la desarrollaron ellos mismos o la asimilaron para su propio beneficio. Éstas incluyen:
- Buques de guerra interestelares: a pesar de utilizar Acanti, los Brood también utilizan naves reales, aunque con una mezcla de material orgánico e inorgánico.[6]
- Armas basadas en energía[6]
- Armas psi-scream: dispositivos parecidos a armas de fuego que atacan las mentes de los objetivos con miedos y odios subconscientes.[14]
- Campo inhibidor: se utiliza para evitar que los telépatas utilicen sus poderes.[14]
- Nanotecnología[15]
- Teletransportación[15]

## Biografía ficticia

### Origen
Los Brood son criaturas sádicas que disfrutan el sufrimiento que causan intencionalmente a otros, especialmente el terror que su infección causa a sus anfitriones. Se les ha comparado con "demonios".
Los Brood tienen una civilización basada en las sociedades de insectos típicos comunes, tales como las de las abejas y las hormigas. Las reinas son las gobernantes absolutas, mientras que los "sleazoids" hacen todo el trabajo, y nunca se rebelan contra sus reinas, quizás debido a las capacidades telepáticas de estas últimas. Sin embargo, las reinas no tienen fidelidad unas con otras. También han desarrollado, o roban, la tecnología avanzada.
Su verdadero planeta de origen es desconocido. Llegaron a la galaxia Shi'ar hace mucho tiempo, y comenzaron a infestar muchos mundos, convirtiéndose en enemigos mortales a la Sh'iar. En esta galaxia se encontraron con unas criaturas que habitan el espacio, criaturas que se decidieron a utilizar como naves vivientes. Estas son los Acanti (similares a ballenas), y los Starsharks (similares a un tiburón). Los Brood utilizan un virus que lobotomiza a estas criaturas.
Uno de los Acanti que capturaron era de un tamaño inusual (la caja torácica sola era del tamaño de una cadena montañosa.) Ellos lo usaron como su base principal, y cuando murió y se estrelló en un planeta, lo utilizaron como su ciudad principal. El cadáver fue tan grande, que tomó siglos solo pudrirse hasta la mitad.

### Primer contacto con los terrícolas
El primer héroe de Marvel en encontrarse con los Brood, fue el guerrero Kree Mar-Vell, que había recibido la orden de ponerse en contacto con los Devros en el Sector de Absolom, una región conocida por estar infestada con Brood. El equipo de Mar-Vell, que incluía un médico y el coronel Una Yon-Rogg, es emboscado por los guerreros Brood después de aterrizar en el planeta y fueron hechos prisioneros por los Devros infectados de Brood. La reina de la colonia Brood impregna cada cautivo con embriones Brood, pero Mar-Vell y Una consiguen escapar y destruir los dos líderes de la colonia Brood, además de liberarse de sus infecciones con una onda proyector que había sido diseñado para eliminar los embriones Brood. Después de rescatar al coronel Yon-Rogg, el trío escapó del planeta, siendo rescatados por la princesa shi'ar Ave de Muerte.

### Alianza con Ave de Muerte
Más tarde, la princesa shi'ar Ave de Muerte, se alía con los Brood para obtener su ayuda en deponer a su hermana, Lilandra como Emperatriz de los Shi'ar. Como recompensa por su ayuda, Ave de Muerte da a los Brood a Lilandra, los X-Men, Carol Danvers y el miembro de la Guardia Imperial conocido como Fang, para usar como anfitriones. Los Brood infectaron a todos, a excepción de Danvers, que llevan a cabo experimentos en causa de sus propios genes Kree. La capacidad de curación de Wolverine lo exonera de su embrión, y ayuda a los demás. Desafortunadamente, él no es capaz de salvar a Fang, que se convierte en un guerrero Brood.
Los X-Men logran aliarse con las "naves vivientes" de los Brood, los Acanti, y comienzan una rebelión.
La reina va con sus secuaces y combate a los X-Men, para convertirlos en guerreros Brood. Danvers, ahora una poderosa guerrera llamada Binary (debido a sus experimentos), llega y los libera. La Reina termina transformada en una estatua de cristal. También hacen que el Broodworld estalle. Algunos Brood también se las arreglan para escapar antes de que el planeta explote.

### Ataques a la Tierra
Una nave Brood llena, se estrella en la Tierra, dando lugar a la infección de varias personas cercanas. Una de las víctimas se le permite vivir como un asistente humano. Esta es la primera confrontación en la Tierra contra los Brood En el curso de la batalla, una mujer de la Tierra llamada Hannah Connover queda infectada con una reina, aunque este problema no se desarrollaría sino hasta más tarde.
Otra rama de los Brood, logra aterrizar en la Tierra e infectar a mutantes, junto con el Gremio de Ladrones de Nueva Orleáns al que el X-Man Gambito pertenece. Los X-Men matan a la mayoría de las personas infectadas. Afortunadamente, junto con Ghost Rider, logran rescatar a muchos de los otros presos infectados.
Hannah Connover, previamente infectada con una reina, pronto comienza a demostrar los atributos de Brood. Ella utiliza su recién descubierto poder de "sanar" para convertirse en una curandera y curar a muchas personas con su marido, el reverendo. Pero en secreto hace que su naturaleza Brood infecte a muchas personas con embriones. A través de la Galaxia, en el planeta natal "verdadero", la Emperatriz Brood envía a sus "primogénitos", los Asesinos Imperiales para matar a Hannah por ir contra los deseos de la emperatriz. El X-Man, Hombre de Hielo, congela a Connover, poniéndola en animación suspendida. Connover se supone que todavía está en animación suspendida, con su anfitrión la reina bajo la custodia de los X-Men.
Durante la segunda Contest of Champions, los Brood secuestran a varios héroes y se hacen pasar por una especie de beneficencia dispuesta a dar a los héroes acceso a la tecnología avanzada después de competir unos contra otros en una serie de combates. Sin embargo, en realidad, los Brood van a utilizar a Rogue, invadida por una Reina Brood, para absorber los poderes de los ganadores del concurso y llegar a ser imparables. Afortunadamente, Iron Man se da cuenta de que los Brood se drogan para amplificar la agresión, y es capaz de descubrir la trama.
A pesar de que la Reina ya había absorbido los poderes y habilidades de los ganadores del concurso en formas del Capitán América, Thor, Hulk, Spider-Man, Jean Grey y la Bruja Escarlata, el resto de los héroes lograron derrotarla. La Reina Brood fue extraída de Rogue, con la ayuda de Carol Danvers, que obligó a la reina Brood a huir con la amenaza de matar a Rogue. Después de confirmar que Rogue se curó, los héroes regresaron a casa.
Los Brood volvieron a la Tierra y de nuevo fueron combatidos por Carol Danvers, la Ms. Marvel. Curiosamente, ninguno de los presentes Brood la reconocieron, posiblemente a causa de su incapacidad para acceder plenamente sus poderes cósmicos, que también cambió su apariencia física. Los Brood también fueron acosados y exterminados sumariamente por el cazador alienígena llamado Cru, con quien Ms. Marvel también entró en contacto violento.

### Especie en extinción
Durante la invasión de Annihilus y su onda de aniquilación, los Brood fueron casi diezmados, y la especie está al borde de la extinción. Algunos Brood aparecieron en la arena del planeta Saakar como gladiadores, y uno de ellos incluso se convierte en aliado de Hulk. Este, denominado "Sin Nombre", es una reina, y ya que su especie está cada vez más escasa, se convierte en el amante del rey Miek, un insecto alienígena. "Sin Nombre" acompaña a Hulk de regreso a la Tierra a combatir a otros superhéroes. Cuando Hulk descubre que fue Miek quien causó la explosión del planeta Saakar, Huk y "Sin Nombre" lo destruyen. Cerca del final de la invasión, aparece la "Colmena de la Tierra", la conciencia compartida de todos los insectos en la Tierra, que usan el cuerpo de Humbug (como un caballo de Troya), para asestar un golpe catastrófico a "Sin Nombre", lo que la hace infértil y envenena a la última generación de "hivelings", creciendo en el cuerpo de Humbug. "Sin Nombre" es una rareza entre los Brood, ya que ella aprendió a sentir compasión por otros seres vivos.
Los Brood, una vez más volvieron a la tierra, sin embargo, estos seres se revelan como "falsos", genéticamente cultivadas por un genetista conocido solo como Kaga, que comenzó a crecer y a rediseñarlos.
Más tarde, los científicos de SWORD, lograron encontrar una forma de eliminar un embrión de Brood.
Teniendo en cuenta la posibilidad de reducir el número de Broods aún más, descubrieron que las especies restantes se están reproduciendo ahora fuera de control y presentan una amenaza mayor. Sin otra alternativa, los X-Men actúan para evitar la extinción Brood. Según Bishop, habría una raza Brood benévola en el futuro, lo que llevó a los X-Men para servir voluntariamente como anfitriones de los Brood para infundirles la misma compasión que sienten los seres como "Sin Nombre". Después de estar conectados con la mente colectiva de los Brood, los X-Men se enteraron de que una cría nació con la capacidad de sentir compasión. Aunque los Brood se caracterizan por destruir su cuerpo huésped al nacer, este le permitió vivir, teniendo en cuenta el número cada vez más escasos de Broods. Después de rescatar a la cría Brood, los X-Men lo llevan a Utopía. Actualmente, el joven Brood se entrena en la "Escuela Jean Grey para Jóvenes Dotados".

### Marvel Zombies Resurrection Vol. 2
Actualmente, se está publicando una serie limitada a 4 números en los cuales se explica cómo los Brood de alguna manera logran infectar a Galactus y lo convierten en un anfitrión, dando vida a una nueva forma de infección: ahora los huevos Brood no destruyen el cuerpo, sino que con una mordida infectan al anfitrión y toman el control total del cuerpo del huésped en solo segundos. De esta manera, utilizan el cuerpo infectado de Galactus para navegar por el universo y conquistar y devorar cualquier planeta que se atraviese en su camino. Así han consumido a razas cómo los Shi'ar, Kree, Skrull, entre otras. Los héroes de la tierra detectan el cuerpo de Galactus y van a encontrar que ha pasado con él, y el grupo de héroes es infectado, de esta manera llegando a la tierra e infectando al resto de la población del planeta. Con la ayuda de Magik, están listos para invadir no solo los planetas restantes del universo, sino también hacer incursiones al multiverso Marvel.

## Brood conocidos
Los siguientes personajes son Brood y/o se convirtieron en Brood:
- Assassin[29] – Una cría que surgió de un miembro del Assassin's Guild.
- Blake[30] – Un sirviente de la Compañía de Energía Roxxon que fue infectado por el parásito Brood para ayudar a detener el Arma H.[30]El humano infectado por Brood llamado Blake apareció en una jaula con el Hombre Cosa de Roxxon en una instalación de Roxxon hasta que fueron liberados por el Arma H. Después de que se reveló que Roxxon había abierto un portal a Mundo Extraño, Blake y el Hombre Cosa de Roxxon Se despidieron cuando la Dra. Ella Sterling sugiere que busque al Doctor Strange para eliminarle el parásito Brood. Cuando los Skrullduggers emergen del portal y comienzan a atacar a los humanos cercanos, Blake y Hombre Cosa ayudan al Arma H a luchar contra los Skrullduggers hasta que se descubre que los Skrullduggers son cambiaformas.[31]Blake y Hombre Cosa son enviados para evitar que más Skrullduggers emerjan del portal. Cuando Arma H y Dario luego los revisaron, se descubrió que tuvieron ayuda para derrotar a los Skrullduggers de Korg.[32]Si bien comenta que necesitará encontrar un nombre en clave, su condición para ayudar a Dario a lidiar con los Skrullduggers es $10,000,000.00 y ser restaurado a la normalidad. Incluso le preguntó a Man-Thing si tiene una forma humana a la que no obtiene respuesta. Mientras Weapon H lidera la misión a Mundo Extraño, son atacados por una tribu de humanoides de piel azul llamados Inaku, quienes los culpan por romper la Tierra y permitir que los Skrullduggers se llevaran a su reina.[33]
- Blindside[34] – Un Brood Mutante que puede teletransportarse. Fue asesinado por Tormenta.
- Brickbat[34] – Un Brood Mutante con superfuerza. Murió cuando Havok derrumbó un edificio donde una viga de soporte lo empaló.
- Broo[35] – Un Brood que nació como mutante cuando fue retenida en la estación espacial Caja de Pandora.
- Broodskrulls[36] – Un grupo de híbridos Brood y Skrull.
- Buchanan Mitty[37] – Ex entimólogo convertido en Brood.[38]
- Deadpal[7] – Una pequeña Brood nacida del cuerpo de Deadpool después de una transformación fallida.
- Devros[39] – Un ex Kree convertido en Brood.
- Dive-Bomber[34] – Un Brood Mutante que puede volar con las alas de su espalda. Fue asesinado por Havok.
- Dzilòs[6] – Una Brood asesinada por Wolverine.
- Emperatriz Brood[40] –
- Fang[41] – Una Guardia Imperial convertida en Brood.[39]
- Haeg'Rill[14] – Uno de los Brood que se alió con Ave de Muerte.
- Hannah Conover[42] – Una conocida Reina Brood que está casada con William Conover.
- Harry Palmer[34] – Un paramédico humano convertido en Brood que es el líder de los Mutantes Brood donde infectó a diferentes mutantes. Fue asesinado por Wolverine.
- Josey Thomas[34] – Un paramédico humano convertido en Brood que es el compañero de Harry Palmer en Mutantes Brood. Más tarde es asesinada por la Emperatriz Brood.
- Kam'N'Ehar[14] – Uno de los Brood que se alió con Ave de Muerte.
- Clon de Karl Lykos Brood[43] – Un clon con una mezcla de ADN de Sauron y Brood, creado por Kaga para unirse a su ejército y aniquilar a los X-Men.
- Khasekhemwy Khasekhemui[44] – Un Faraón y gobernante de los Reinos Superior e Inferior de Egipto durante la Segunda Dinastía que fue infectado por la Generación. Él y los Brood con él fueron asesinados por una coalición liderada por Imhotep.
- Clon de Krakoa Brood[45] – Un clon con una mezcla de ADN de Krakoa y Brood, creado por Kaga para unirse a su ejército y aniquilar a los X-Men.
- Lockup[34] – Un Brood Mutante con un toque paralizante. Murió cuando Havok derribó un escenario sobre él y Spitball.
- Nassis[46] – Un ex estudiante Shi'ar convertido en Brood.
- Sin Nombre[47] – Una Reina Brood que es miembro de Warbound.
- Reina de los Brood[48] – Una Reina Brood sin nombre que es miembro del Consejo Galáctico.
- Skur'kll[14] – Uno de los Brood que se alió con Ave de Muerte.
- Spitball[34] – Robert Delgado era un abogado de Denver cuyos poderes mutantes le permitían escupir bolas de plasma calientes. Estaba entre los mutantes que Harry Palmer convirtió en Brood. Durante la pelea con los X-Men, Spitball murió cuando Havok derrumbó un escenario sobre él y Lockup.
- T'Crilēē[6] – Un maestro de caza que contactó con una nave Shi'ar.
- Temptress[34] – Una Brood Mutante con feromonas que le permiten esclavizar a cualquiera bajo su control. Mientras había atrapado a Psylocke y Rogue bajo su control, Temptress fue asesinada por Wolverine.
- Tension[34] – Un Brood Mutante que puede extender sus brazos para constreñir a cualquiera. Después de atacar al Reverendo William Conover, Tension fue asesinado por Havok.
- Tuurgid[49] – Un antiguo Gigante de Hielo convertido en Brood.[50]
- Whiphand[34] – Un Brood Mutante que puede transformar sus brazos en largas bandas de energía que pueden alterar las funciones neurológicas de cualquier persona. El fue asesinado por Coloso y le rompió el cuello.
- Xzax[51] – Un mercenario Brood que es miembro de los Nuevos Cuatro Terrribles de Drácula. Murió cuando Deadpool lo estrelló contra un camión de mudanzas.
- Zen-Pram[39] – Un ex Kree convertido en Brood.

## Otras versiones

### Era de Apocalipsis
En esta línea temporal, los Brood lograron diezmar a todo el Imperio Shi'ar. Un ejemplar fue llevado a la Tierra y sirvió como base de experimentos de Mr. Siniestro.

### Amalgam Comics
Los Brood aparecen amalgamados con el Hermano Sangre de DC Comics para conformar al "Brood Brother".

### JLA / Vengadores
En este cruce entre Marvel y DC, los Brood son vistos invadiendo Warworld, el mundo de Mongul.

### Ultimate Brood
Los Brood son criaturas que habitan el universo de la mente del Rey Sombra.

## En otros medios

### Televisión
- Una versión muy alterada llamada La Colonia aparece en la serie animada X-Men. Estos alienígenas parecían más reptilianos que insectoides y estaban equipados con armaduras metálicas con tentáculos en lugar de tener tentáculos orgánicos. Además, en lugar de poner sus huevos en otras personas, infectan a otras razas y las transforman en su propia especie. En el episodio "Love in Vain", intentaron capturar e infectar a los X-Men para expandir su raza, pero principalmente se dirigieron a Rogue para poder convertirla en su próxima reina. Sin embargo, sus intentos fueron frustrados por Wolverine, debido a sus poderes regenerativos que lo hacían inmune a la infección, y el Profesor X, quien usó su telepatía para liberar a Acanti, un ser extraterrestre que se vio obligado a servir como nave de la colonia. Los Brood clásicos aparecen en el episodio "Mojovision", como alienígenas genéricos que luchan contra Bestia y Rogue en uno de los espectáculos de Mojo, así como la introducción japonesa de la serie X-Men. Una Reina Brood clásica también aparece en el episodio "Cold Comfort" como una ilusión proyectada por el Profesor X para ahuyentar a los soldados que atacan a Iceman.
- Los Brood también se menciona brevemente en la serie de anime Marvel Anime: X-Men. En el octavo episodio, los X-Men luchan contra monstruos mutantes y Wolverine los confunde con Brood al preguntar "¿Han vuelto a aterrizar Brood?".
- Los Brood aparece en la serie animada Avengers Assemble; donde algunos de ellos fueron vistos viendo "Mojo-Pocalypse".
- Un miembro de los Brood aparece en la serie animada M.O.D.O.K. después de que el personaje principal intenta convocarlos, solo para descubrir que los ciegrimitas los habían asesinado.

### Videojuegos
- Brood aparece como una carta en Marvel Snap.
- El título de una de las pistas en X-Men 2: Clone Wars es "The Brood Queen & Her Claws", y Phalanx son enemigos en los niveles posteriores.
- Una Reina Brood es una jefa en el primer juego de X-Men para Sega Game Gear.
- Los Brood y Reina Brood son personajes enemigos en el juego de Super NES X-Men: Mutant Apocalypse.
- En el juego X-Men Legends II: Rise of Apocalypse, los Circe son una raza de insectos enemigos que se basan en los Brood de los cómics. Se los conoce como tales en el arte conceptual visible del juego, y un tipo de Circe se llama "Reina de la prole". Sin embargo, mientras que los Brood son extraterrestres muy inteligentes, los Circe son criaturas modificadas genéticamente con una inteligencia similar a la de los animales. Mientras luchas contra los Circe, algunos también tienen un nombre con "Brood" en el título. Los Broods juegan un papel antagónico importante en la misión extra de PSP, como secuestrar a Lilandra Neramani y Carol Danvers, y masacrar a la mayoría de los mutantes (particularmente a los Morlocks)
- Los Brood aparecen como enemigos en Marvel Heroes.
- En Lego Marvel Super Heroes, los Brood se mencionan en el intercomunicador del Helcarrier de S.H.I.E.L.D., donde es posible que sus huevos estuvieran en el pudín de tapioca.

## Similitudes conAlien
Chris Claremont ha dicho que se inspiró en los xenoformos de la película de 1979 Alien, el octavo pasajero, pero curiosamente los Brood aparecieron antes de que el concepto de "sociedad de colmena" de los xenoformos fuera introducida en la secuela Aliens, estrenada en 1986.